# جون توماس ويلسون
جون توماس ويلسون (بالإنجليزية: John Thomas Wilson)‏ هو سياسي أمريكي، ولد في 16 مارس 1811، وتوفي في 6 أكتوبر 1891. حزبياً، نشط في الحزب الجمهوري. وقد انتخب عضو مجلس النواب الأمريكي.